# George Sterian
George Sterian (n. 19 aprilie 1860, Iași, Principatele Unite ale Moldovei și Țării Românești – d. 19 aprilie 1936, Bacău, România) a fost un arhitect, urbanist, decorator, restaurator și publicist român.

## Studiile
După ce a absolvit cursurile gimnaziale și liceale la Iași, s-a înscris la Școala de Arte Frumoase din Paris, pe care a absolvit-o în 1885.
După absolvire, a călătorit mai bine de doi ani pentru specializare în Italia și Franța, cercetând în această perioadă monumente istorice.

## Activitatea profesională
În 1887 s-a întors în România, unde în calitate de arhitect a realizat releveurile unor așezăminte religioase din București, Iași, Piatra Neamț, Craiova, Curtea de Argeș, Dorohoi și Bacău. În 1889 a publicat un studiu despre modalitățile de restaurare a monumentelor din România.
În 1892 a fost numit membru al Comisiunii Monumentelor Istorice, instituție ce fusese înființată în același an, prin decret regal.
În 1892, membrii Societății Arhitecților Români, înființată cu un an înainte, au pus bazele primei forme de învățământ superior de arhitectură din România, înființând o școală particulară de arhitectură, ce a funcționat 5 ani, grație entuziasmului și dedicării acestor personalități ale culturii românești, printre care s-au numărat George Sterian, Ion Socolescu, George Mandrea, Ion Mincu, și mulți alții. Printre elevii lui George Sterian, din această școală, s-a numărat și pictorul Costin Petrescu.
În 1893, George Sterian a fost ales deputat de Bacău, primind ca sarcină principală studierea în străinătate a stabilimentelor de instrucțiune publică, muzeelor, teatrelor și școlilor de arte decorative.
După cinci ani, în 1898, a fost numit membru în Comisiunea centrală consultativă pentru participarea României la Expoziția Universală de la Paris din 1900, unde a participat ulterior, în calitate de comisar delegat al Guvernului României.
În 1901 a fost ales vicepreședinte al Societății Arhitecților din România. Începând din 1904 a fost numit, succesiv, profesor de artă decorativă la Școala de Belle Arte din București, în 1905 inspector general al Artelor și Clădirilor, în 1906 director al Secției de Artă Națională și Decorativă de pe lângă Școala de Arte Frumoase București si administrator al Casei Artelor. În această calitate, în 1906 a fondat revista Arhitectura.
În 1909 a înființat Școala de Artă Decorativă „Domnița Maria” din București.
După terminarea Primul Război Mondial a fost încadrat ca arhitect șef la Primăria Bacău, unde s-a implicat în eforturile de refacere a țării după distrugerile produse de război. A rămas în această funcție până în anul 1932.

## Realizări profesionale de arhitectură
| Imagine indisponibilă       |  | Imagine indisponibilă |
| Cazinoul din Slănic Moldova |  |                       |

- 1894 – Proiectul Cazinoului din Slănic Moldova în colaborare cu arhitectul H. Rick.[5]
- 1894 – Proiectul Hotelului Epitropiei „Sfântul Spiridon” Iași de la Slănic Moldova
- 1895 – Restaurarea Teatrului Național din București, care fusese inaugurat în 1852.[1]
- 1897 – Restaurarea bisericii Bărbătescu Vechi din București (legată cu fier și rezugrăvită). Pe locul ei a fost ridicată din 1905 Biserica Cuțitul de Argint (Bărbătescu Nou), la a cărei proiectare a participat și George Sterian.[6]
- 1905-1907 – Restaurarea Bisericii Bucur din București.[1]
- 1905-1910 – Se construiește Biserica Cuțitul de Argint (Bărbătescu Nou) din București, în imediata vecinătate a Arenelor Romane, după planurile arhitectului Nicolae Ghica-Budești, asistat de George Sterian, ca o copie a bisericii Sfântul Nicolae Domnesc din Iași, ctitorită de Ștefan cel Mare la 1491.[7]
- 1920-1925 – Restaurarea Mănăstirii Cașin din județul Bacău.[1]
- 1924-1933 – Restaurarea Bisericii Precista din Bacău în vederea refacerii ei în forma sa originală[8], acțiune inițiată de Comisiunea Monumentelor Istorice[9].
- 1926-1932 – proiectele clădirilor Ateneul Cultural (clădire distrusă ulterior de un incendiu) și Casa Sterian din Bacău.[1]
- Planul de sistematizare a orașului Târgu Mureș[1] etc.

### Casa Arh. George Sterian
Casa arhitectului George Sterian, construită de el în 1921 în municipiul Bacău, pe actuala stradă Eminescu Mihai nr. 10, este înscrisă în Lista monumentelor istorice din județul Bacău cu codul LMI BC-II-m-A-00770.
Casa are subsol și două niveluri, ferestrele, ornamentațiile și colonetele decorative deosebind-o de casele din jur. Până în 1990 a fost sediu al Notariatului de Stat Bacău. După 1990, deoarece nu a fost locuită permanent, a început să se degradeze rapid, fiind și devastată în mai multe rânduri de delincvenți pătrunși în clădire.
Prin Hotărârea nr. 63 din 12/04/2012, Consiliul Județean Bacău a decis neexercitarea dreptului de preempțiune de către Județul Bacău pentru cumpărarea imobilului „Casa Arh. George Sterian", situat în municipiul Bacău, strada Mihai Eminescu, nr. 10, deși mulți oameni de cultură ceruseră autorităților salvarea clădirii. Pentru acest imobil există, totuși, un proiect de reabilitare și de transformare în Centrul de Cultură Urbană „Casa Sterian”, în care să funcționeze sediile filialelor din Neamț și Bacău ale Ordinului Arhitecților din România și Uniunii Arhitecților din România.